# Larock吲哚合成
Larock吲哚合成（Larock indole synthesis）
从邻碘苯胺类与二取代炔烃构建吲哚环系。
反应一般使用过量的炔烃，在碳酸钯或乙酸钯以及碱存在下进行，并加入计量的氯化锂以提高产率。此反应对苯胺和炔烃上的很多官能团都有耐受性。
反应有区域选择性，一般炔烃空间位阻较大的 R 基在反应后成为吲哚的2-位取代基。